# 彼得·古德温
彼得·卡尔·古德温（英語：Peter Carl Gutwein，1964年12月21日—），澳大利亚塔斯马尼亚州政治人物，为自由党籍。第46任塔斯马尼亚州州长 ( 州總理 )。2020年自動當選，兩年後以倦勤和家庭為由，宣布退休。

## 政治生涯
彼得·古德温出生于英国英格兰，幼年时移民澳洲，在塔斯马尼亚州朗塞斯顿附近的Nunamara镇长大，后毕业于迪肯大学。2020年1月起，出任塔斯马尼亚州州长及州自由党领袖。他自2002年7月起是塔州议会Bass选区的议员。当前，古德温除州长外还兼任塔斯马尼亚州财政、旅游、气候变化事务和反家庭暴力事务厅长职务。